# Ексіська сільська рада
Е́ксіська сільська рада (ест. Äksi külanõukogu, рос. Яксиский сельский совет) — сільська рада в Естонській РСР, адміністративно-територіальна одиниця в складі Тартуського району (1954—1975).

## Географічні дані
Сільська рада розташовувалася в північній частині Тартуського району.
Населення за роками

## Населені пункти
Адміністративний центр сільради — село Пугталейва, що розташовувалося на відстані 7 км на північний захід від міста Тарту.
Сільській раді в 1954 році, після об'єднання територій Кукуліннаської та Кяркнаської сільрад, підпорядковувалися села:
Алеві (Alevi), Кастлі (Kastli), Кукулінна (Kukulinna), Лягте (Lähte), Пугталейва (Puhtaleiva), Пилтсамаа (Põltsamaa), Саадіярве (Saadijärve), Салу (Salu), Сойтсьярве (Soitsjärve), Ванакуб'я (Vanakubja), Ексі (Äksi); Киллусте (Kõlluste), Ламміку (Lammiku), Метснука (Metsnuka), Мийза (Mõisa), Ниела (Nõela), Пупаствере (Pupastvere), Иві (Õvi).
Станом на 1970 рік до складу Ексіської сільської ради входили поселення Саадьярве (Saadjärve asundus) та села: Алеві (Alevi), Ерала (Erala), Кастлі (Kastli), Кукулінна (Kukulinna), Киллусте (Kõlluste), Ламміку (Lammiku), Лягте (Lähte), Марамаа (Maramaa), Метсанука (Metsanuka), Метсанурґа (Metsanurga), Мийзакюла (Mõisaküla), Ниела (Nõela), Пугталейва (Puhtaleiva), Пупаствере (Pupastvere), Пилтсамаа (Põltsamaa), Салу (Salu), Сойтсьярве (Soitsjärve), Соотаґа (Sootaga), Ванакуб'я (Vanakubja), Вазула (Vasula), Вийбла (Võibla), Иві (Õvi).

## Землекористування
На момент утворення сільради в межах її території землями користувалися колгоспи «Кунґла» («Kungla») та «Авангард» («Avangard»), радгоспи «Соотаґа» (Sootaga) та «Кяркна» (Kärkna), а також Ексіське рибне господарство, плодоовочевий радгосп «Ексі», підсобне господарство Саадьярвеського дитячого будинку та Кукуліннаського піонерського табору.

## Історія
17 червня 1954 року в процесі укрупнення сільських рад Естонської РСР в Тартуському районі утворена Ексіська сільська рада шляхом об'єднання територій Кукуліннаської та Кяркнаської сільрад, що ліквідовувалися. Адміністративний центр новоутвореної сільради розташовувався в селі Пугталейва.
3 грудня 1971 року відбулися зміни кордонів між районами, зокрема Ексіська сільська рада отримала від Ярвеської сільради Йиґеваського району 2632 га земель колгоспу «Авангард» разом з селами: Йиуза (Jõusa), Ніґула (Nigula), Пулату (Pulatu), Тооламаа (Toolamaa).
31 січня 1975 року Ексіська сільська рада ліквідована, а її територія скала північно-західну та північну частини Тартуської сільради.